# Mrázovce, Stropkov
Mrázovce este o comună slovacă, aflată în districtul Stropkov din regiunea Prešov. Localitatea se află la altitudinea de 220 m deasupra n.m., se întinde pe o suprafață de 4,65 km2 și în 2017 număra 80 de locuitori.

## Demografie
| An:                | 1994 | 2004   | 2014 | 2024    |
| ------------------ | ---- | ------ | ---- | ------- |
| Număr de persoane: | 91   | 100    | 89   | 79      |
| Diferență:         |      | +9,89% | −11% | −11,23% |

| An:                | 2023 | 2024 |
| ------------------ | ---- | ---- |
| Număr de persoane: | 79   | 79   |
| Diferență:         |      | +0%  |